# Іветт Вільямс
Іветт Уініфред Вільямс, у шлюбі Корлетт (англ. Yvette Winifred Williams; 25 квітня 1929, Данідін — 13 квітня 2019, Окленд) — новозеландська легкоатлетка. Перша олімпійська чемпіонка від Нової Зеландії, а також ексрекордсменка світу у стрибках у довжину. Член ордену Британської імперії та компаньйон новозеландського ордену Заслуг.

## Персональні дані
Народилася в Данидині 1929 року, де провела дитячі та шкільні роки. 
11 грудня 1954 року одружилася з гравцем збірної Нової Зеландії з баскетболу Бадді Корлеттом. Народила чотирьох дітей: Невілл Корлетт був гравцем збірної з баскетболу, Пітер Корлетт грав у регбі в Окленді, а дочка Карен Корлетт представляла Нову Зеландію на чемпіонаті світу з художньої гімнастики 1977. Молодший брат Іветт, Рой Вільямс, виграв десятиборство на іграх Британської імперії та Співдружності націй 1966 року в Кінгстоні. Чоловік помер 9 травня 2015 року.

## Спортивна кар'єра
Під час навчання у школі Вільямс мало виявляла свої здібності у легкій атлетиці. Однак на початку 1947 року вона приєдналася до спортивного клубу Otago Athletic Club, а через два місяці виграла чемпіонат Нової Зеландії з легкої атлетики. За спортивну кар'єру вона ставала чемпіонкою країни 21 раз у п'яти легкоатлетичних дисциплінах: штовхання ядра (1947—1954), метання списа (1950), метання диска (1951—1954), стрибок у довжину (1948—1954) та біг на біг бар'єрами (1954). Вигравши 21 національний титул, вона порівнялася за цим показником з Беатріс Фаумуїною та Меліссою Мун, поступившись лише легкоатлетці Валері Янг (37 титулів).
Не потрапивши на Олімпійські ігри 1948 року в Лондоні, два роки потому Вільямс виграла золоту медаль у стрибках у довжину на іграх Британської імперії 1950 року в Окленді. Переможний стрибок на 5,91 метра став новим рекордом Нової Зеландії. На цих же змаганнях вона здобула срібну медаль у метанні списа.
У 1952 році на чемпіонаті Нової Зеландії з легкої атлетики Вільямс вперше в історії жіночих стрибків у довжину стрибнула за 6,10 метрів, в результаті показавши результат 6,29 метрів, але він не був визнаний світовим рекордом через сильний попутний вітер. Крім цього, цього року, змагаючись у п'ятиборстві, вона набрала 4219 балів, встановивши рекорд Нової Зеландії, який протримався 10 років.
Вільямс виграла золоту медаль у стрибках у довжину на літніх Олімпійських іграх 1952 року в Гельсінкі; її стрибок на 6,24 метрів став олімпійським рекордом і на 1,0 см поступився світовому рекорду Фанні Бланкерс-Кун 1943 року. Вона також показала шостий результат у штовханні ядра і стала десятою у метанні диска.
У лютому 1954 року Іветт Вільямс побила світовий рекорд у стрибках у довжину на змаганнях у Гісборні, стрибнувши на 6,28 метрів. У тому ж році вона взяла участь в іграх Британської імперії та Співдружності націй 1954 року у Ванкувері, вигравши золоті медалі у стрибках у довжину, метанні диска та штовханні ядра, все з рекордами ігор, а також фінішувала шостою у забігу на 80 метрів із бар'єрами. Іветт Вільямс завершила спортивну кар'єру в 1956 [9].
Крім легкої атлетики, Вільямс грала за Отаго та Південний острів у нетбол, і за Отаго, Південний острів та Нову Зеландію у баскетбол (1950, 1953—1955).

## Нагороди
За заслуги в легкій атлетиці в 1953 стала членом ордена Британської імперії, а в 2011 компаньйоном новозеландського ордена Заслуг. Вільямс двічі називалася спортсменом року у Новій Зеландії (1950 і 1952). У 1990 році введена в зал слави Нової Зеландії і визнана спортсменкою століття Отаго.